# Tammy Lynn Michaels
Tammy Lynn Michaels (ur. 26 listopada 1974 w Lafayette jako Tammy Lynn Doring) – amerykańska aktorka.
Po przeprowadzce do Los Angeles otrzymała jedną z głównych ról w młodzieżowym serialu telewizyjnym stacji The WB Asy z klasy (Popular). W 2005 roku występowała w sitcomie NBC Committed.
20 września 2003 roku poślubiła gwiazdę rocka Melissę Etheridge. Wspólnie wychowują czwórkę dzieci: córki — Bailey i Johnnie Rose, oraz synów — Becketa i Millera Stevena.
Od 2005 roku prowadzi autoryzowanego webloga, na którym opisuje swoje życie prywatne.